# Justicia phyllocalyx
Justicia phyllocalyx es una especie de planta floral del género Justicia, familia Acanthaceae.
Es nativa de Bolivia, Brasil y Paraguay.